# سفره عقد

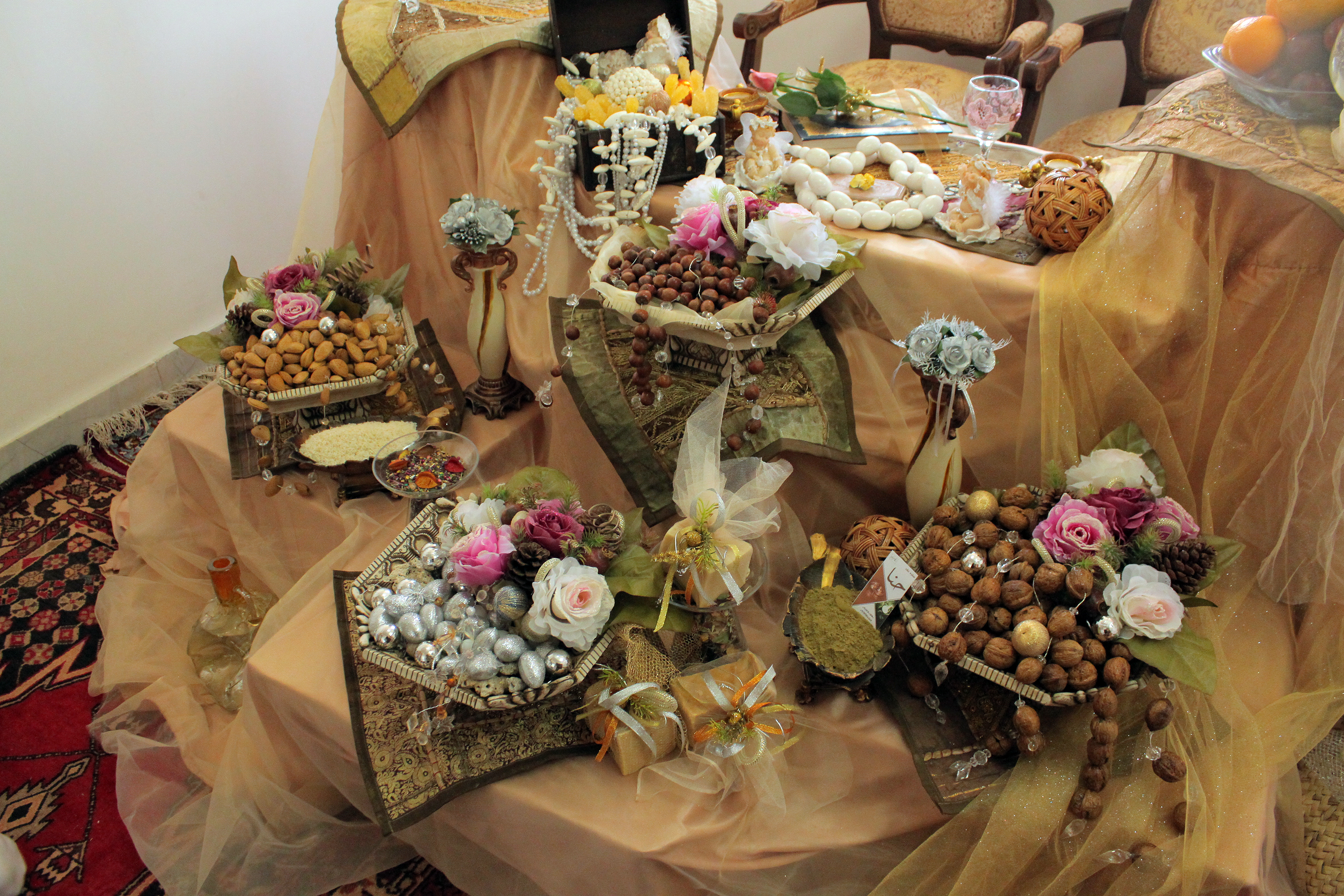
اجزاء سفره عقد ایرانی

سفره عقد یکی از سفره‌های سنتی ایرانی است که در مراسم عقد یا هنگام عروسی پهن می‌شود و عروس و داماد بر سر آن می‌نشینند و به خطبه عقد گوش فرا می‌دهند. سفره عقد در اکثر شهرهای ایران رواج دارد و در آن شش ظرف که هر کدام محتوی چیزی است که بیانگر آرزویی برای عروس داماد است، قرار دارد. این ظروف معمولاً شامل: گردو، بادام، فندق، نان و نبات و تخم‌مرغ می‌باشند. در میان اینها ظرف‌هایی از شیرینی و نان پنیر و سبزی، جام‌هایی از عسل و ماست که کنایه‌ای از شیرینی و ترشی در کنار هم در زندگی مشترک می‌باشند قرار دارد. تخم‌مرغ نمادی است برای باروری و زایش اولاد توسط عروس و نان نمادی برای برکت و رزق و روزی است. نبات برای شیرین کامی و…
اجزای سفره عقد به گواهی تاریخ یکی از رسوم و گزینش‌های پیشینیان بی‌حکمت و بی‌دلیل نبود. در واقع گستردن بساط عقد پیش از عروس و داماد نوعی کارت تبریک گویا با آرزوی سعادت برای زوج جوان بود. با این هدف و به این مضمون هر ترکیب و ماده‌ای که در این سفره به کار می‌رفت، معنایی ویژه و زیبا در خود داشت. شاید امروز بیشتر عروس و دامادها و اطرافیان آن‌ها ندانند که معنای ترکیب سفره عقد چیست و در اساس به چه منظوری گسترده می‌شود. یعنی از یک رسم پر معنای دیرین فقط صورت ظاهری آن حفظ شده و به جا مانده‌است. در ادامه به معرفی اجزای سفره عقد می‌پردازیم: قرآن کتاب خدا به نشانهٔ مورد تأیید قرار داشتن وصلت از سوی خداوند و طلب یمن و برکات الهی جلو آینه و بالای جانماز قرار می‌گیرد. آینه همچنان که در خرید عروسی آینه در سرلوحه و پس از قرآن قرار دارد، در سفره عقد نیز در صدر سفره و رو به عروس و داماد قرار می‌گیرد تا با نگریستن در آن دلهایشان نسبت به هم مانند آینه صاف و زلال باشد و سعادتمند شوند. یک جفت شمعدان: شمعدان‌ها در دو سوی آینه جای دارند و شمع‌های فروزان درون آن‌ها هنگام جاری شدن صیغه عقد، نشانه آرزوی روشنایی و گرمی در پیوند عروس و داماد است. جنس شمعدان با قاب آینه یکی و معمولاً نقره، برنز یا بلورین می‌باشد. جانماز پیشاپیش آینه گسترده می‌شود و روی آن مهر و تسبیح زیبایی قرار می‌دهند تا گواهی بر پایبندی زوج نسبت به اصول دین اسلام باشد و تبرک آن شامل حال عروس و داماد شود. این سجاده و زیر مهری کوچک روی آن یا از جنس ترمه قدیمی به جا مانده در خانواده با آستر ساتن خوش رنگی مانند زرشکی و غیره می‌باشد یا آن را مخصوص عروس از مخمل سفید می‌دوزند و رویش را با نخ براق نقره‌ای سوزن‌دوزی می‌کنند. مهر این جانماز به شکل قلب یا گل یا اشکال زیبا و استثنایی دیگر انتخاب می‌شود. کاسه نبات در یک سوی بالای سفره عقد توده‌ای از نبات را به شکل زیبای قالبی خاص که گاه در چندین طبقه تهیه شده‌است، قرار می‌دهند. نبات نماد آرزوی شیرینی پیوند عروس و داماد است که معمولاً آن را از نبات اعلای زعفرانی تدارک می‌بینند. نقل و سکه: نقل به نشانهٔ شیرین کامی و سکه برای افزایش روزی عروس و داماد سر سفرهٔ عقد گذاشته می‌شود. امروزه مخلوطی از نقل سه مروارید و پولک را در بسته‌بندی‌های کوچک یا اشکال ابتکاری دیگر قرار می‌دهند و این تورها را با شکوفه و روبان تزیین می‌کنند. تخم‌مرغ: از دیرباز تاکنون تخم‌مرغ نماد تولد و تداوم نسل است، از این رو پیداست که نهادن آن بر سفرهٔ عقد به نیت ادامه نسل زن و مرد و باروری ازدواج آن دو می‌باشد. فندق، گردو و بادام: این خوراکی‌های مقوی را نیز به نشان گسترده بودن سفره خوراک عروس و داماد و توانمندی آن‌ها سر سفره عقد می‌گذارند. نان و پنیر: نان را به نشانهٔ برکت خداوند و پنیر را با نیت وسعت روزی و سپید بختی بر سر سفره عقد می‌نشانند. امروز نان و پنیر را به صورت لقمه‌های کوچک درمی‌آورند و با نایلون محافظ غذا می‌پوشانند. سبزی را به نشانهٔ سلامتی سرسبزی و خرمی در سفره عقد می‌گذارند. سبزی عقد، سبزی خوردن است که از تره، ریحان، شاهی، نعناع، تربچه و پیازچه تشکیل می‌شود. گل: به نشانه شادابی و طراوت و به عنوان نمادی از زیبایی این پیوند سبدی از گل بر سفره عقد می‌نشانند. همچنین برای آراستن اجزای دیگر سفره عقد نیز از شاخه‌های گل و گلبرگ‌های رنگین استفاده می‌کنند. گل سرخ یا رز نماد شناخته شده عشق در سراسر جهان است. شیرینی آشکار است که شیرینی به نشانه به ارمغان آوردن شهد خوشبختی بر سر سفره عقد می‌نشیند. معمولاً هر دو نوع شیرینی خشک و تر را به این منظور به کار می‌برند شیرینی سفره عقد باید خوش‌ریخت کوچک و تازه باشد. میوه: نهادن میوه‌های رنگین بر سر سفره عقد به منزله برخورداری عروس و داماد از مواهب رنگارنگ الهی و نعمت‌های طبیعی زندگی است. عسل: مراسم عسل در دهان همدیگر گذاشتن پس از جاری شدن صیغه عقد به منظور آن که عروس و داماد در آینده مایهٔ شیرین کامی و دلارامی هم باشند. جاحلقه‌ای: حلقهٔ ازدواج زوج معمول مشابه هم است و در جعبه مخصوصی از طلا فروشی خریداری می‌گردد. این حلقه را بر جایگاه خاص و زیبایی پیش پای عروس و داماد می‌گذارند. تا پس از جاری شدن صیغه عقد آن را در انگشت هم جای دهند. خونچه نان و اسپند به مفهوم سفره کوچک است و در اصطلاح به طبق‌هایی چوبی گفته می‌شد که در آن وسایل عقد را قرار می‌دادند. نان: در گذشته نان سر سفره عقد سنگک بود اما امروزه هر نوع نانی را می‌توان به این منظور مورد استفاده قرار داد. اسپند علاوه بر دود کردن اسپند در آغاز هر یک از مراسم و جشن‌های مربوط به ازدواج از جمله عقد به نیت دور داشتن چشم بد از وصلت جدید و از جان عروس و داماد. کله قند ساییدن: یک جفت کله قند هم شکل و هم اندازه روی پارچه‌ای بر سر عروس و داماد به نیت فروباریدن شادی و شیرینی بر سر آن‌ها طی زندگی مشترک صورت می‌گیرد. تور قند ساییدن حریر تور با پارچه نازک سپید رنگی را به شکل مربع یا مستطیل تهیه می‌کنند تا کله قندها روی آن بر سر عروس و داماد ساییده شود.
برای سفره‌ی قند می‌توان از پارچه‌ی ساتن یا حریر به رنگ‌های سفید، نباتی یا سبز استفاده کرد. قند را اغلب دختران دم بخت یا زن‌های تازه عروس شده روی سر عروس و داماد می‌سابند. این سفره باید حین خواندن خطبه‌ی عقد روی سر عروس و داماد قرار بگیرد و قندهای تزئین شده بالای سر آن‌ها سابیده شود.
پارچه‌ی ساتن را به طول تقریبی ۱۲۰ سانتیمتر و عرض ۹۰ سانتیمتر برش می‌دهند. آن را دور تا دور سفره قرار می‌دهند و به عرض یک سانتی‌متر داخل گذاشته چرخ می‌کنند. برای تزئین دور سفره می‌توان از تور یا یراق‌های زیبا استفاده کرد که با رنگ سفره هماهنگ باشد یا تور حاشیه‌دار به عرض شش سانتیمتر را ساده یا چین‌دار به لبه‌ی سفره وصل کرد.